# Скип (кёрлинг)

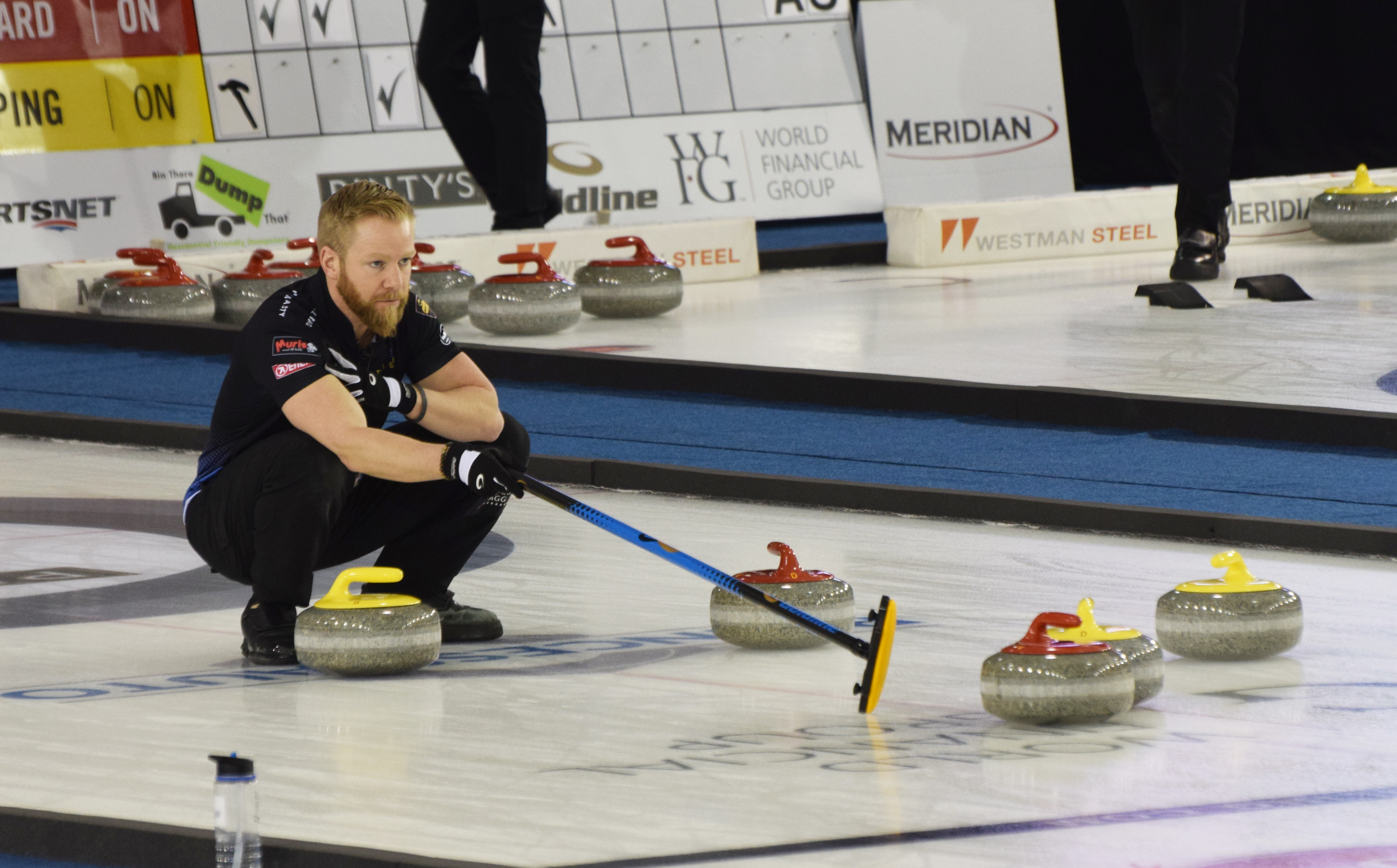
Шведский скип Никлас Эдин выиграл чемпионат мира рекордные пять раз

Скип (англ. Skip) — капитан команды по кёрлингу, определяющий стратегию игры.
Исходя из этой стратегии, он показывает щёткой требуемое место, на которое должен быть отправлен камень, даёт «вектор броска».
Скип обычно выполняет последние два броска в энде, но имеет право выполнить любые два броска. При выполнении броска камня скипом его право по управлению действиями партнёров переходит к вице-скипу.
Некоторые известные скипы:
- Элизабет Густафсон
- Дженнифер Джонс
- Хэмми Макмиллан
- Кевин Мартин
- Дэвид Мёрдок
- Анетте Норберг
- Дорди Нурбю
- Рон Норткотт
- Мирьям Отт
- Биния Фельчер
- Рэнди Фёрби
- Эл Хакнер
- Анна Хассельборг
- Расс Ховард
- Никлас Эдин